# Le Dernier Sou
Pour plus de détails, voir Fiche technique et Distribution.
Le Dernier Sou est un film français réalisé en 1943 par André Cayatte et sorti en 1946.

## Synopsis
Stefani, un escroc cynique, dirige une sorte d'agence pratiquant de multiples arnaques. Il y emploie, entre autres complices, Marcelle, une jeune femme qu'il tient sous la menace de révéler une affaire compromettante pour son grand-père.
Lorsque se présente Pierre Durban, un jeune homme passionné de vélo à la recherche d'un emploi, Marcelle reconnaît l'un de ses amis d'enfance et elle va tenter de lui éviter d'être escroqué. Elle va aussi tomber amoureuse de lui, mais ce sentiment ne sera pas partagé.

## Fiche technique
- Titre : Le Dernier Sou
- Réalisation, scénario : André Cayatte
- Adaptation et dialogues : Louis Chavance
- Musique : Jacques Dupont
- Photographie : Charles Bauer
- Son : William-Robert Sivel
- Montage : Marguerite Beaugé
- Producteur : Raymond Borderie
- Société de production : Continental Films
- Société de distribution : Films Sonores Tobis
- Format :  Son mono - Noir et blanc
- Date : 90 minutes
- Date de sortie : 
  - France, 23 janvier 1946

## Distribution
- Gilbert Gil : Pierre Durban, champion cycliste
- Ginette Leclerc : Marcelle Levasseur
- Charpin : Colon
- Guy Decomble : Richard
- Gabrielle Fontan : Mme. Durban
- Annie France : Jacqueline
- René Génin : Perrin
- Noël Roquevert : Stéfani, un escroc
- Franck Maurice : Un homme de main de Stéfani
- Jacques Berlioz : Le président du tribunal
- Zélie Yzelle
- Paul Faivre :  M. Sauvel
- Albert Brouett : Un visiteur de la prison
- Eugène Frouhins : L'acheteur de cinéma

## À propos du film
- Le Dernier Sou est l'ultime production de la société Continental Films : « Ginette Leclerc, vedette du film, Cayatte et Chavance, frappés par l'Épuration, sont tous sous le coup d'une suspension d'activité »[1].
- « Le film décrit la catharsis de Ginette Leclerc, garce ordinaire qui se métamorphose en amoureuse tragique jusqu'à faire le sacrifice de sa vie pour un jeune sportif (Gilbert Gil) qui ne l'aime même pas » (Noël Burch, Geneviève Sellier,  La drôle de guerre des sexes du cinéma français 1930-1956[2]).
- Une scène se déroule au vélodrome d'hiver un an après la Rafle du Vélodrome d'Hiver.
- Ce film sera le dernier du comédien Fernand Charpin, décédé en Novembre 1944, quelques semaines avant la fin du tournage du film.